# Tateshina
Tateshina (立科町, Tateshina-machi) est un bourg du district de Kitasaku, dans la préfecture de Nagano, au Japon.

## Géographie

### Démographie
Au 1er mai 2015, la population de Tateshina s'élevait à 7 303 habitants répartis sur une superficie de 66,87 km2.